# The Story Goes...
The Story Goes... é o terceiro álbum de estúdio do cantor e compositor inglês de Pop/R&B e Soul Craig David, lançado em 2005.

## Faixas
1. "All the Way"
2. "Don't Love You No More (I'm Sorry)"
3. "Hypnotic"
4. "Separate Ways"
5. "Johnny"
6. "Do You Believe in Love"
7. "One Last Dance"
8. "Unbelievable"
9. "Just Chillin'"
10. "Thief in the Night"
11. "Take 'Em Off"
12. "My Love Don't Stop"
13. "Let Her Go"